# Оскар (68-ма церемонія вручення)
68-ма церемонія вручення нагород премії «Оскар» Академії кінематографічних мистецтв і наук за досягнення в галузі кінематографа за 1995 рік  відбулася 25 березня 1996 року в Лос-Анджелесі, штат Каліфорнія, США.
Переможці вказуються першими, виділяються жирним шрифтом та відмічені знаком «★».
| Найкращий фільм | Найкраща режисерська робота |
| --- | --- |
| - «Хоробре серце» – Мел Гібсон, Брюс Дейві, Алан Ледд мол. ★ - «Аполлон-13» – Брайан Грейзер - «Бейб» – Джордж Міллер, Даг Мітчелл, Білл Міллер - «Поштар» – Маріо Чеккі Горі (Список посмертних лауреатів та номінантів на премію Оскар, Вітторіо Чеккі Горі, Гаетано Даніеле - «Чуття і чуттєвість????» – Ліндсі Доран                                                               | - Мел Гібсон – «Хоробре серце» ★ - Майкл Редфорд» – «Поштар» - Тім Роббінс» – «Мрець іде» - Кріс Нунан» – «Бейб» - Майк Фіггіс» – «Покидаючи Лас-Вегас» |
| Найкраща чоловіча роль | Найкраща жіноча роль |
| - «Ніколас Кейдж – «Покидаючи Лас-Вегас» за роль Бена Сандерсона ★ - Ентоні Гопкінс» – «Ніксон» за роль Річарда Ніксона - Массімо Троїзі» – «Поштар» за роль Маріо Руопполо (Список посмертних лауреатів та номінантів на премію Оскар - Річард Дрейфус» – «Mr. Holland's Opus» за роль Гленна Холланда - Шон Пенн» – «Мрець іде» за роль Елмо Патріка Соньє                           | - Сьюзен Серендон – «Мрець іде» за роль Хелени Прежан ★ - Елізабет Шу – «Покидаючи Лас-Вегас» за роль Сери - Емма Томпсон – «Чуття і чуттєвість» за роль Елінори Дешвуд - Меріл Стріп – «Мости округу Медісон» за роль Франчески Джонсон - Шерон Стоун – «Казино» за роль Джері МакГі |
| Найкраща чоловіча роль другого плану | Найкраща жіноча роль другого плану |
| - Кевін Спейсі – «Звичайні підозрювані» за роль Роджера «Вербала» Кінта ★ - Бред Пітт – «12 мавп» за роль Джеффрі Гойнса - Джеймс Кромвелл – «Бейб» за роль фермера Артура Хоггетта - Ед Гарріс – «Аполлон-13» за роль Джина Кранца - Тім Рот – «Роб Рой» за роль Арчібальда Каннінгема                                                                                                | - Міра Сорвіно – «Могутня Афродіта» за роль Лінди Еш ★ - Джоан Аллен – «Ніксон» за роль Пети Ніксон - Кейт Вінслет – «Чуття і чуттєвість» за роль Маріанни Дешвуд - Кетлін Квінлан» – «Аполлон-13» за роль Джеймси Ловелли - Мар Віннінгем – «Джорджія» за роль Джорджії Флуд |
| Найкращий оригінальний сценарій | Найкращий адаптований сценарій |
| - «Звичайні підозрювані» – Крістофер Маккворрі» ★ - «Історія іграшок» – Джосс Відон, Ендрю Стентон, Джоел Коен, Алек Соколов, Джон Лассетер, Піт Доктер, Джо Ранфт - «Ніксон» – Олівер Стоун, Крістофер Вілкінсон, Стівен Дж. Рівел - «Хоробре серце» – Рендалл Воллес - «Могутня Афродіта» – Вуді Аллен                                                                               | - «Чуття і чуттєвість» – Емма Томпсон adapted from the novel by Джейн Остін» ★ - «Аполлон-13» – Аль Рейнерт, Вільям Бройлз мол. based on the book «Загублений місяць» Джеймс Ловелла, Джеффрі Клюгер - «Бейб» – Джордж Міллер, Кріс Нунан за книгою «Вівця-Свиня» Діка Кінга-Сміта - «Покидаючи Лас-Вегас» – Майк Фіггіс based on the novel by John O'Brien - «Поштар» – Майкл Редфорд, Анна Павігнано, Фуріо Скарпеллі, Джакомо Скарпеллі, Массімо Троїзі (Список посмертних лауреатів та номінантів на премію Оскар за романом Ardiente Paciencia Антоніо Скармети |
| Найкраща оригінальна драматична партитура | Найкращий фільм іноземною мовою |
| - «Поштар» – Луїс Енрікес Бакалов ★ - «Аполлон-13» – Джеймс Горнер - «Ніксон» – Джон Вільямс - «Чуття і чуттєвість» – Патрік Дойл - «Хоробре серце» – Джеймс Горнер | - «Antonia's Line», реж. Марлін Горріс - «Все чесно», реж. Бо Відерберг - «О Куатрільйо», реж. Фабіо Баррето - «Пил життя», реж. Рашид Бушареб - «Творець зірок», реж. Джузеппе Торнаторе |
| Найкращий документальний повнометражний фільм | Найкращий документальний короткометражний фільм |
| - «Згадала Анну Франк» – Джон Блер ★ - «Битва за громадянина Кейна» – Томас Леннон, Майкл Епштейн - «Маленькі дива» – Fiddlefest—Роберта Цаварас та її скрипкова програма в Східному Гарлемі — Аллан Міллер, Волтер Шойер - «Проблемний Крик: Середній Захід» – Жанна Джордан, Стівен Ашер - «Хенк Аарон: У погоні за мрією» – Майк Толлін, Фредрік Голдінг                            | - «Один з тих, хто вижив, пам’ятає» – Кері Антоліс ★ - «Джим Дайн: Автопортрет на стінах» – Ненсі Дайн, Річард Стілвелл - «Живе море» – Грег МакГілліврей, Алек Лорімор - «Ніколи не здавайся: Одіссея 20-го століття Герберта Зіппера» – Террі Сандерс, Фріда Лі Мок - «Тінь ненависті» – Чарльз Гуггенхайм |
| Найкращий ігровий короткометражний фільм | Найкращий анімаційний короткометражний фільм |
| - «Закоханий Ліберман» – Крістін Лахті, Яна Сью Мемель ★ - «Герцог Грув» – Гріффін Данн, Том Колвелл - «Маленькі сюрпризи» – Джефф Голдблюм, Тіккі Голдберг - «Мітли» – Люк Кресвелл, Стів МакНіколас - «Ранкова поїздка у вівторок» – Дайан Х'юстон, Джой Райан | - «??Ретельное гоління» – Нік Парк ★ - «Мозок-втікач» – Кріс Бейлі - «Гагарін» – Олексій Харитиді - «Кінець» – Кріс Ландрет, Робін Баргер - «Курка з космосу» – Джон Р. Ділворт |
| Найкраща оригінальна музична або комедійна партитура | Найкраща пісня до фільму |
| - «Покахонтас» – музика: Алан Менкен; слова: Стівен Шварц ★ - «Американський президент» – Марк Шайман - «Історія іграшок» – Ренді Ньюман - «Сабріна» – Джон Вільямс - «Ненатягнуті герої» – Томас Ньюман | - '"«Colors of the Wind»" – «Покахонтас» – музика: Алан Менкен; слова: Стівен Шварц - "«You've Got a Friend in Me»" – «Історія іграшок» – музика та слова: Ренді Ньюман - "«Dead Man Walkin»" – «Мрець іде» – музика та слова: Брюс Спрінгстін - «Have You Ever Really Loved a Woman» – «Дон Жуан де Марко» – музика та слова: Майкл Кеймен, Браян Адамс, Роберт Джон Ланг - «Moonlight» – «Сабріна» – музика: Джон Вільямс; слова: Алан і Мерилін Бергмани |
| Найкращий звуковий монтаж | Найкращий звук |
| - «Хоробре серце» – Лон Бендер, Пер Халберг ★ - «Бетмен назавжди» – Джон Левек, Брюс Стамблер - «Багряний приплив» – Джордж Уоттерс II | - «Аполлон-13» – Рік Діор, Стів Педерсон, Скотт Мілан, Девід Макміллан ★ - «Бетмен назавжди» – Дональд О. Мітчелл, Френк А. Монтано, Майкл Хербік, Петур Хліддал - «Водний світ» – Стів Маслоу, Грег Ландакер, Кіт А. Вестер - «Хоробре серце» – Енді Нельсон, Скотт Мілан, Анна Бельмер, Браян Сіммонс - «Багряний приплив» – Kevin O'Connell, Рік Клайн, Грегорі Х. Уоткінс, Вільям Б. Каплан |
| Найкраща робота художника-постановника | Найкраща операторська робота |
| - «Королівська милість» – артдиректор, художник-декоратор: Еудженіо Дзанетті ★ - «Аполлон-13» – артдиректор: Майкл Коренбліт; художник-декоратор: Мерідет Босуелл - «Бейб» – артдиректор: Роджер Форд; художник-декоратор: Керрі Браун - «Маленька принцеса» – артдиректор: Бо Уелч; художник-декоратор: Шеріл Карасік - «Річард III» – артдиректор та художник-декоратор: Тоні Берроу | - «Хоробре серце» – Джон Толл ★ - «Бетмен назавжди» – Стівен Голдблат - «Чуття і чуттєвість» – Майкл Коултер - «Маленька принцеса» – Еммануель Любецкі - «Шанхайська тріада» – Лу Юе |
| Найкращий грим та зачіски | Дизайн костюмів |
| - «Хоробре серце» – Пітер Фремптон, Пол Паттісон, Лоіс Бервелл ★ - «Сусіди по кімнаті» – Грег Канном, Боб Ладен, Коллін Каллаган - «Моя сім'я» – Кен Діаз, Марк Санчес | - «Королівська милість» – Джеймс Ачесон ★ - «12 мавп» – Джулі Вайс - «Чуття і чуттєвість» – Дженні Біван, Джон Брайт - «Хоробре серце» – Чарльз Нод - «Річард III» – Шуна Харвуд |
| Найкращий монтаж | Найкращі візуальні ефекти |
| - «Аполлон-13» – Майк Хілл, Деніел П. Хенлі ★ - «Бейб» – Marcus D'Arcy, Джей Фрідкін - «Сім» – Річард Френсіс-Брюс - «Хоробре серце» – Стівен Розенблюм - «Багряний приплив» – Кріс Лебензон | - «Бейб» – Скотт Е. Андерсон, Чарльз Гібсон, Ніл Сканлан, Джон Кокс ★ - «Аполлон-13» – Роберт Легато, Майкл Канфер, Леслі Еккер, Метт Суїні |